# Famiglie di Araneae (tassonomia)
Di seguito viene descritta la sistemazione tassonomica delle 112 famiglie di ragni finora scoperte nei 3 sottordini e 39 superfamiglie riscontrate. I dati sono aggiornati a maggio 2017.

## Sottordine Mesothelae

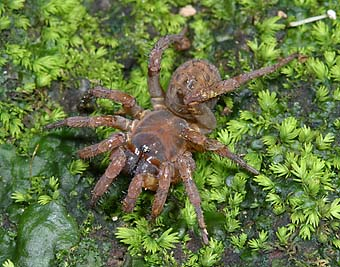
Heptathela kimurai, (Liphistiidae)

Il sottordine Mesothelae rappresenta una linea piuttosto primitiva di ragni, sprovvisti di ghiandola velenifera. Attualmente, al 2017, è composto da una sola famiglia, comprendente 8 generi e 96 specie:
- Liphistiidae THORELL, 1869

## Sottordine Mygalomorphae

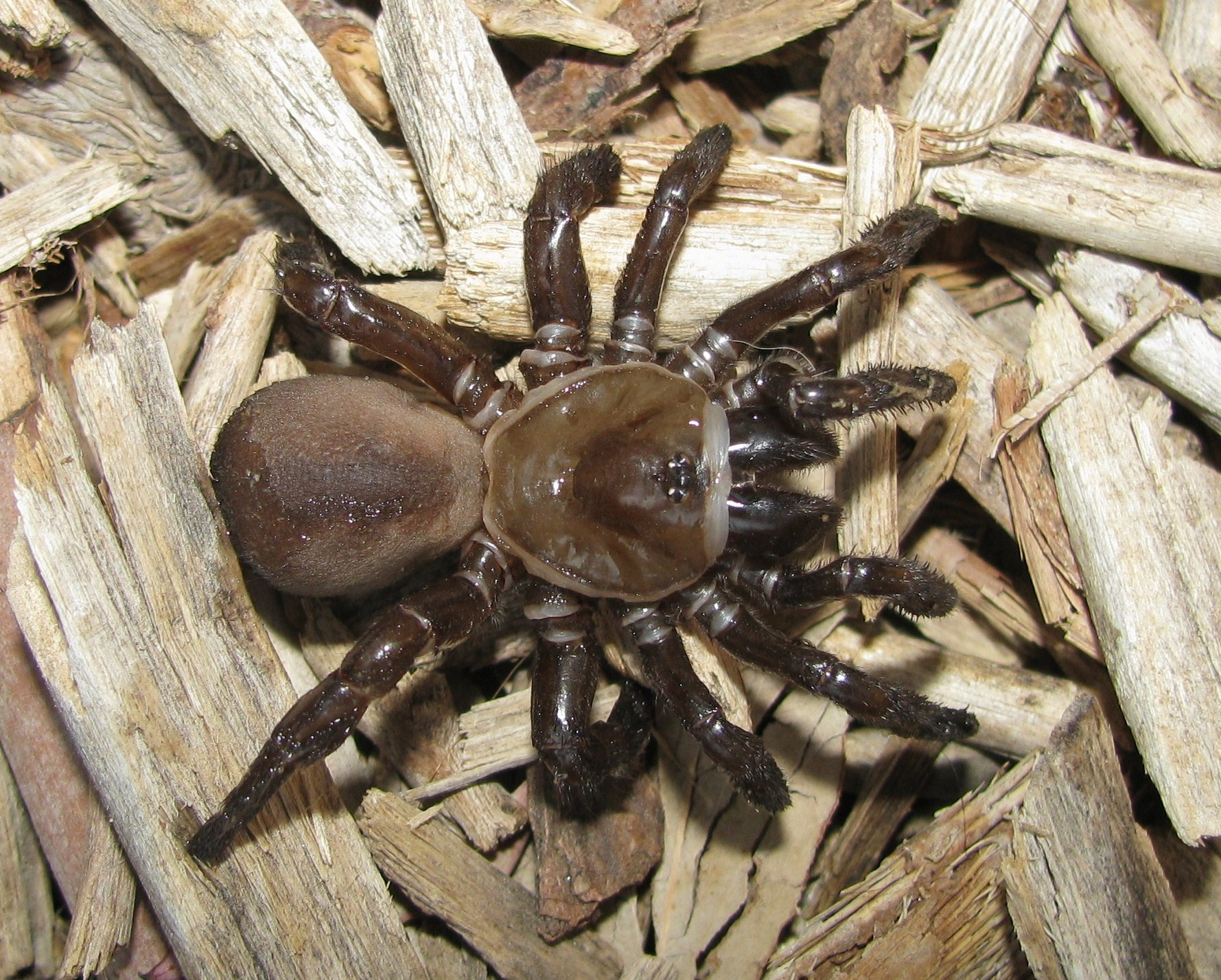
Bothriocyrtum californicum, (Ctenizoidea)

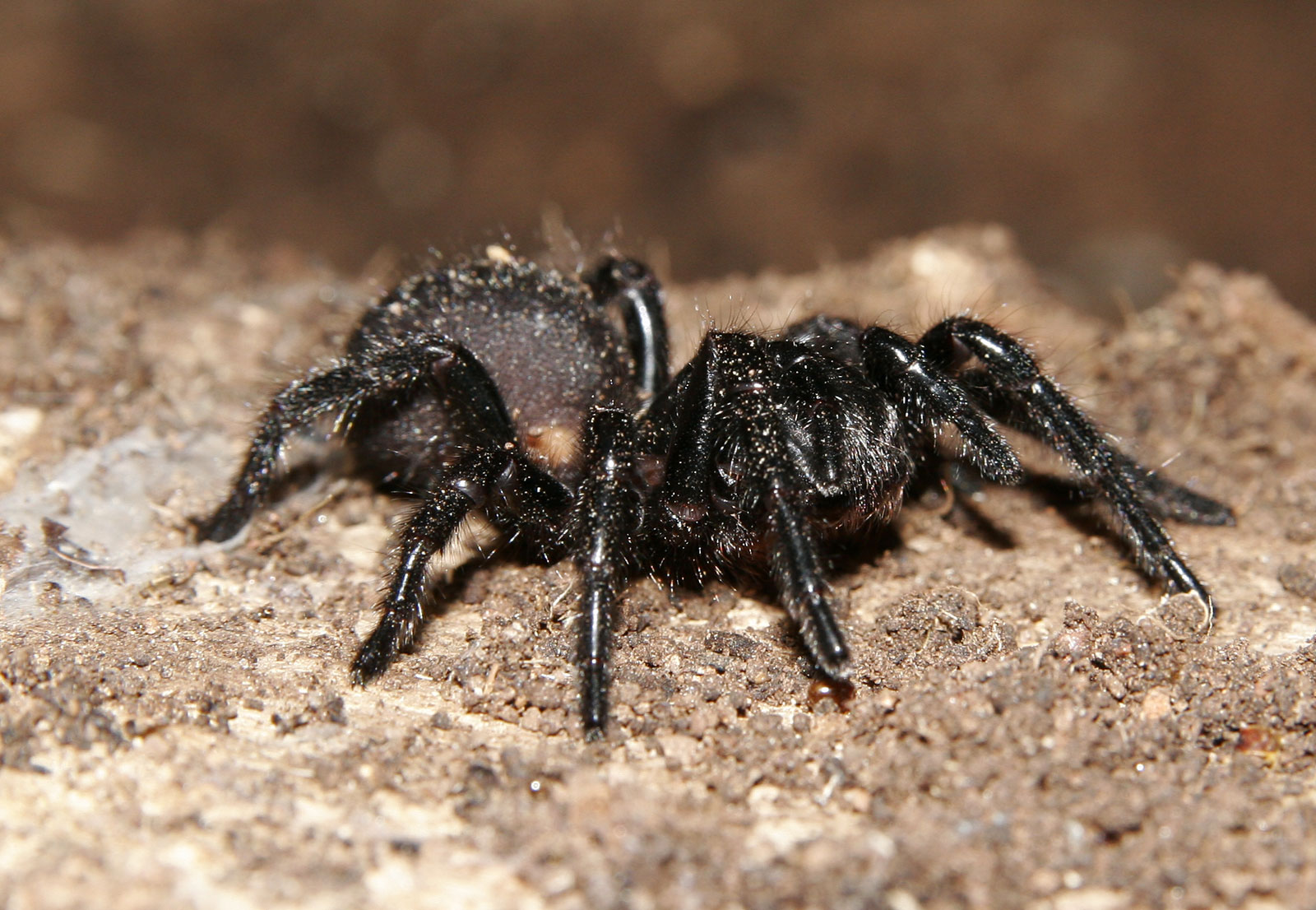
Hadronyche modesta, (Hexatheloidea)

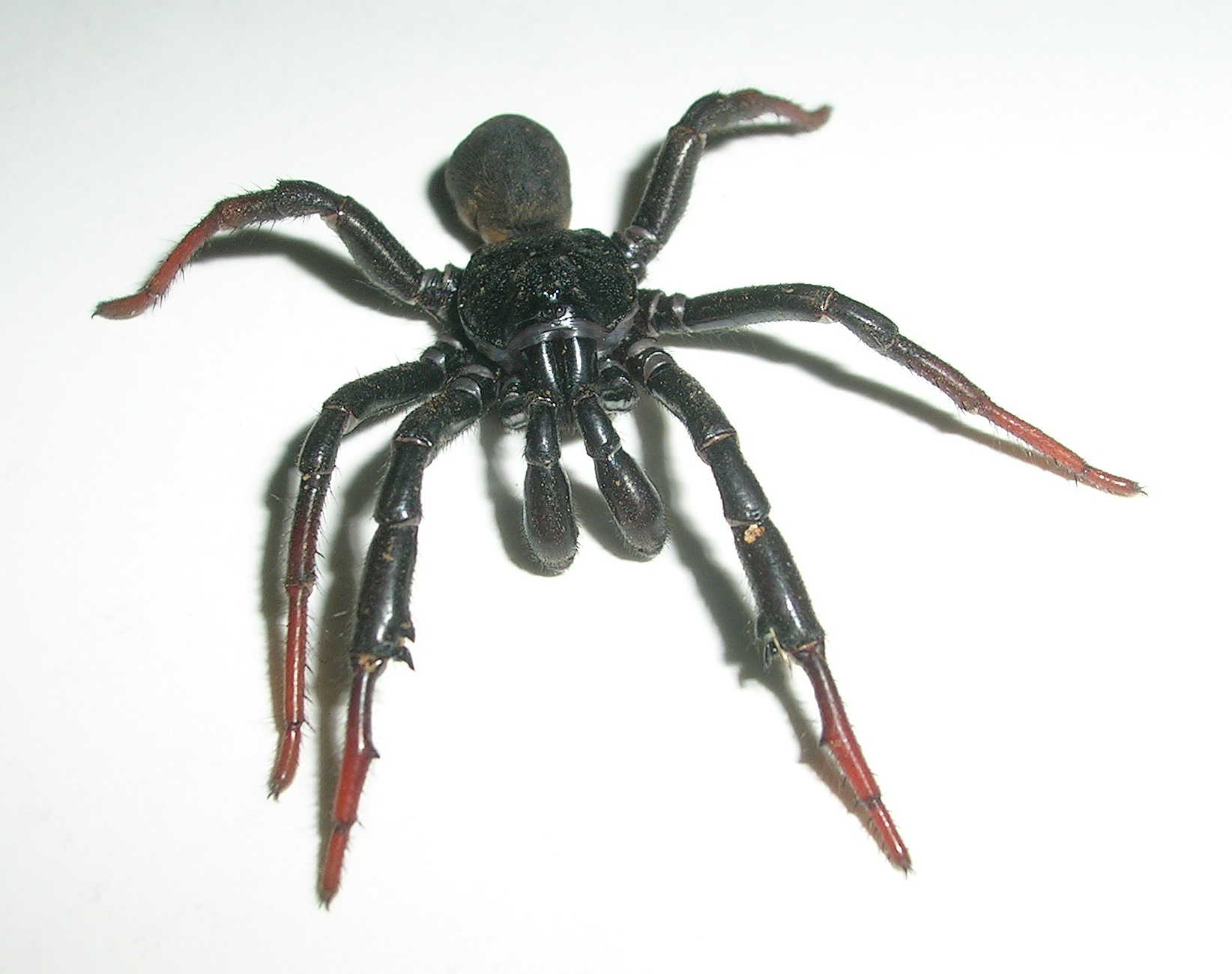
Idiops constructor maschio, (Idiopoidea)

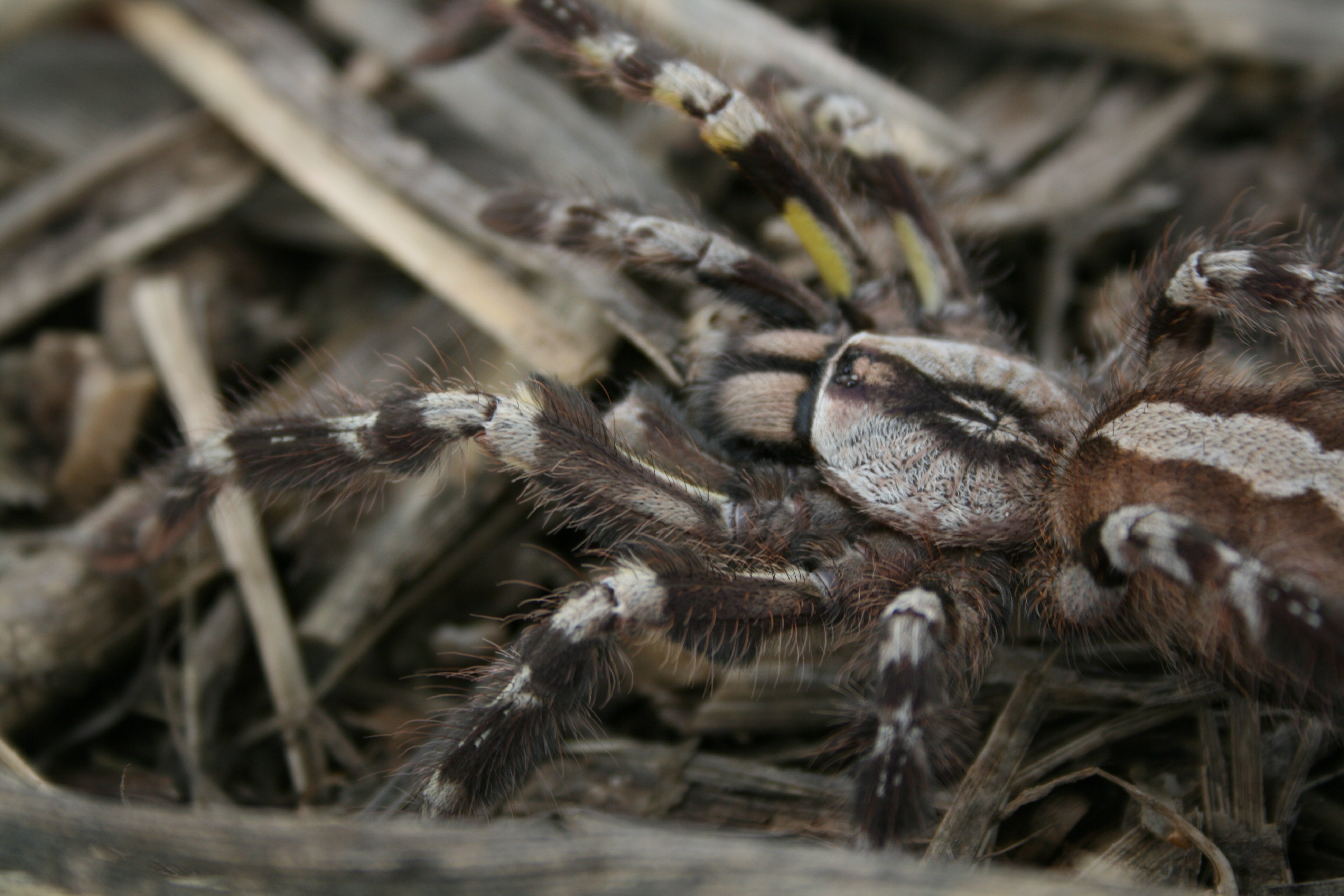
Poecilotheria regalis maschio, (Theraphosoidea)

Il sottordine Mygalomorphae comprende ragni piuttosto grandi, incluse le tarantole, e il criterio di identificazione è basato sull'orientamento dei loro cheliceri. I cheliceri sono rivolti verso il basso. Attualmente, al 2017, è composto da 11 superfamiglie per complessive 16 famiglie (complessivamente 346 generi e 2867 specie):
Atypoidea
- Antrodiaetidae GERTSCH, 1940
- Atypidae THORELL, 1870

Barycheloidea
- Barychelidae SIMON, 1889

Ctenizoidea
- Ctenizidae THORELL, 1887
- Euctenizidae RAVEN, 1985

Cyrtauchenioidea
- Cyrtaucheniidae SIMON, 1892

Dipluroidea
- Dipluridae SIMON, 1889

Hexatheloidea
- Hexathelidae SIMON, 1892

Idiopoidea
- Idiopidae SIMON, 1892

Mecicobothrioidea
- Mecicobothriidae HOLMBERG, 1882
- Microstigmatidae ROEWER, 1942

Migoidea
- Actinopodidae SIMON, 1892
- Migidae SIMON, 1892

Nemesioidea
- Nemesiidae SIMON, 1892

Theraphosoidea
- Theraphosidae THORELL, 1870
- Paratropididae SIMON, 1889

## Sottordine Araneomorphae
Il sottordine Araneomorphae comprende tutti quei ragni i cui cheliceri sono rivolti diagonalmente oppure incrociati, al contrario dei Mygalomorphae. La maggior parte dei ragni rinvenibili nei nostri boschi e giardini appartiene agli Araneomorphae. Attualmente, al 2017, è composto da 27 superfamiglie e 97 famiglie, di cui 5 di incerta attribuzione (complessivamente sono 3657 generi e 43.344 specie):
Agelenoidea
- Agelenidae C.L.KOCH, 1837
- Amphinectidae FORSTER & WILTON 1973

Amaurobioidea
- Amaurobiidae THORELL, 1870

Araneoidea
- Anapidae SIMON, 1895
- Araneidae SIMON, 1895
- Arkyidae L. KOCH, 1872
- Cyatholipidae SIMON, 1894
- Linyphiidae BLACKWALL, 1859
- Mysmenidae PETRUNKEVITCH, 1928
- Nesticidae SIMON, 1894
- Pimoidae WUNDERLICH, 1986
- Physoglenidae PETRUNKEVITCH, 1928
- Symphytognathidae HICKMAN, 1931
- Synaphridae WUNDERLICH, 1986
- Synotaxidae SIMON, 1894
- Tetragnathidae MENGE, 1866
- Theridiidae SUNDEVALL, 1833
- Theridiosomatidae SIMON, 1881

Archaeoidea
- Archaeidae C.L.KOCH & BERENDT, 1854
- Mecysmaucheniidae SIMON, 1895

Austrochiloidea
- Austrochilidae ZAPFE, 1955
- Gradungulidae FORSTER, 1955

Caponioidea
- Caponiidae SIMON, 1890
- Tetrablemmidae O.P.-CAMBRIDGE 1873

Corinnoidea
- Corinnidae KARSCH, 1880
- Liocranidae SIMON, 1897

Dictynoidea
- Anyphaenidae BERTKAU, 1878
- Cybaeidae BANKS, 1892
- Desidae POCOCK, 1895
- Dictynidae O.P.-CAMBRIDGE 1871
- Hahniidae BERTKAU, 1878

Dysderoidea
- Dysderidae C.L.KOCH, 1837
- Oonopidae SIMON, 1890
- Orsolobidae COOKE, 1965
- Segestriidae SIMON, 1893
- Trogloraptoridae GRISWOLD, AUDISIO & LEDFORD 2012[3]

Eresoidea
- Eresidae C.L.KOCH, 1851
- Hersiliidae THORELL, 1870
- Oecobiidae BLACKWALL, 1862

Filistatoidea
- Filistatidae AUSSERER, 1867

Gnaphosoidea
- Ammoxenidae SIMON, 1893
- Cithaeronidae SIMON, 1893
- Gallieniellidae MILLOT, 1947
- Gnaphosidae POCOCK, 1898
- Lamponidae SIMON, 1893
- Prodidomidae SIMON, 1884
- Trochanteriidae KARSCH, 1879

Hypochiloidea
- Hypochilidae MARX, 1888

Leptonetoidea
- Leptonetidae SIMON, 1890
- Ochyroceratidae FAGE, 1912
- Telemidae FAGE, 1913

Lycosoidea
- Ctenidae KEYSERLING, 1877
- Lycosidae SUNDEVALL, 1833
- Oxyopidae THORELL, 1870
- Pisauridae SIMON, 1890
- Psechridae SIMON, 1890
- Senoculidae SIMON, 1890
- Stiphidiidae DALMAS, 1917
- Thomisidae SUNDEVALL, 1833[4]
- Trechaleidae SIMON, 1890
- Udubidae GRISWOLD & POLOTOW, 2015
- Viridasiidae LEHTINEN, 1967
- Zoropsidae BERTKAU, 1882

Mimetoidea
- Malkaridae DAVIES, 1980
- Mimetidae SIMON, 1881

Nicodamoidea
- Megadictynidae LEHTINEN, 1967
- Nicodamidae SIMON, 1898

Palpimanoidea
- Huttoniidae SIMON, 1893
- Palpimanidae THORELL, 1870
- Stenochilidae THORELL, 1873

Pholcoidea
- Diguetidae F.O.P.-CAMBRIDGE 1899
- Pholcidae C.L.KOCH, 1851
- Plectreuridae SIMON, 1893

Salticoidea
- Salticidae BLACKWALL, 1841

Scytodoidea
- Drymusidae SIMON, 1893
- Periegopidae SIMON, 1893
- Scytodidae BLACKWALL, 1864
- Sicariidae KEYSERLING, 1880

Selenopoidea
- Selenopidae SIMON, 1897

Sparassoidea
- Sparassidae BERTKAU, 1872

Thomisoidea
- Philodromidae THORELL, 1870

Titanoecoidea
- Phyxelididae LEHTINEN, 1967
- Titanoecidae LEHTINEN, 1967

Uloboroidea
- Deinopidae C.L.KOCH, 1850
- Uloboridae THORELL, 1869

Zodaroidea
- Penestomidae SIMON, 1903
- Zodariidae THORELL, 1881

incertae sedis
- Chummidae Jocqué, 2001
- Clubionidae Wagner, 1887
- Cycloctenidae Simon, 1898
- Eutichuridae Ramírez, 2014
- Homalonychidae Simon, 1893
- Miturgidae Simon, 1895
- Phrurolithidae Ramírez, 2014
- Trachelidae Ramírez, 2014